# Мояле
Моя́ле (англ. Moyale) — невелике торговельне прикордонне місто, розділене державним кордоном між Кенією та Ефіопією.

## Географія
Кенійська частина знаходиться на північному сході Кенії, у Східній провінції, за 775 км на північ від Найробі, ефіопська — на крайньому півдні Ефіопії, у регіоні Оромія. Розташоване біля витоків пересихаючої річки Лаг-Бор (Лак-Бор, Lak Bor), на висоті 1113 м над рівнем моря.

### Клімат
Місто знаходиться у зоні, котра характеризується кліматом тропічних саван. Найтепліший місяць — лютий із середньою температурою 25 °C (77 °F). Найхолодніший місяць — липень, із середньою температурою 19.4 °С (67 °F).
| Клімат Мояле            | Клімат Мояле | Клімат Мояле | Клімат Мояле | Клімат Мояле | Клімат Мояле | Клімат Мояле | Клімат Мояле | Клімат Мояле | Клімат Мояле | Клімат Мояле | Клімат Мояле | Клімат Мояле | Клімат Мояле |
| Показник                | Січ.         | Лют.         | Бер.         | Квіт.        | Трав.        | Черв.        | Лип.         | Серп.        | Вер.         | Жовт.        | Лист.        | Груд.        | Рік          |
| Абсолютний максимум, °C | 34           | 35           | 35           | 32           | 30           | 27           | 27           | 28           | 30           | 31           | 31           | 32           | 35           |
| Середній максимум, °C   | 30           | 31           | 30           | 27           | 25           | 24           | 23           | 24           | 26           | 26           | 27           | 28           | 27           |
| Середня температура, °C | 24           | 24           | 24           | 22           | 21           | 20           | 19           | 19           | 21           | 22           | 22           | 22           | 22           |
| Середній мінімум, °C    | 18           | 18           | 18           | 18           | 17           | 16           | 15           | 15           | 16           | 18           | 17           | 17           | 17           |
| Абсолютний мінімум, °C  | 13           | 15           | 14           | 14           | 13           | 12           | 12           | 12           | 13           | 14           | 13           | 13           | 12           |
| Норма опадів, мм        | 10           | 10           | 50           | 170          | 110          | 10           | 10           | 10           | 20           | 90           | 80           | 30           | 670          |
| Днів з дощем            | 1            | 1            | 4            | 9            | 8            | 1            | 1            | 1            | 2            | 6            | 5            | 3            | 46           |
| Вологість повітря, %    | 47           | 45           | 57           | 74           | 79           | 75           | 70           | 66           | 63           | 71           | 69           | 61           | 65           |
| ----------------------- | ------------ | ------------ | ------------ | ------------ | ------------ | ------------ | ------------ | ------------ | ------------ | ------------ | ------------ | ------------ | ------------ |
| Джерело: Weatherbase    |              |              |              |              |              |              |              |              |              |              |              |              |              |

## Інфраструктура
Через Мояле проходить головна автомобільна дорога, що зв'язує столиці Найробі та Аддис-Абеба, яка представляла в 2013 році труську ґрунтовку на кенійській стороні. У місті знаходиться пункт пропуску через державний кордон. Є аеропорти на кенійській (Мояле) та ефіопській стороні. Місто пов'язане з Найробі автобусним сполученням, ходять два автобуси в день двох місцевих компаній — Moyale Star і Moyale Raha (2013). Транспорт до Ісіоло ходить під озброєним конвоєм через часті сутички груп борана і габра народу оромо, які мешкають на півночі Кенії.
Ефіопська частина міста більш розвинена з процвітаючою торгово-діловою активністю (2013).
Населення — змішане за етнічним складом. У Мояле живуть амхара, оромо-борана. Значну частину населення становлять сомалійці.